# الأحد الدامي (1939)

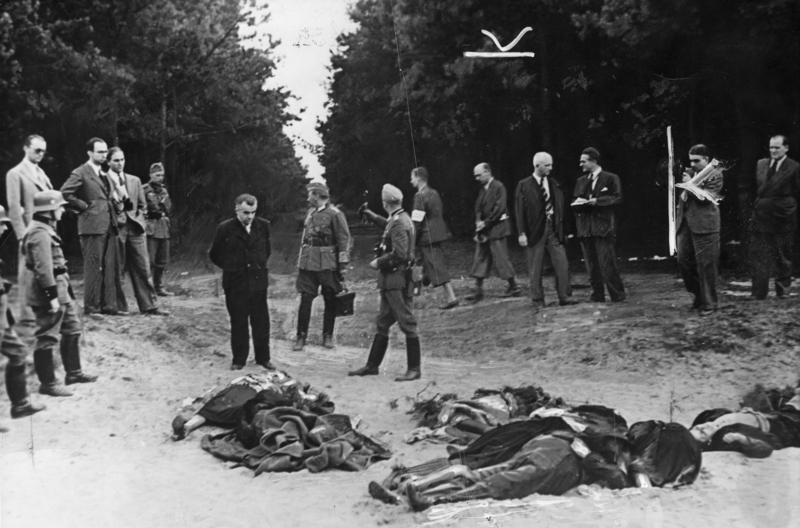
جنود وصحفيون من الفيرماخت مع الضحايا الألمان في الأحد الدامي. تم استخدام الصورة من قبل الصحافة النازية وتحمل علامات الاقتصاص الخاصة بالمحرر، والتي تعرض الجزء من الصورة الذي كان من المفترض استخدامه للنشر.

الأحد الدامي ((بالألمانية: Bromberger Blutsonntag)‏ . (بالبولندية: Krwawa niedziela)‏ كانت سلسلة من الأحداث التي وقعت في بيدغوز ((بالألمانية: Bromberg)‏، وهي مدينة بولندية بها أقلية ألمانية كبيرة، بين 3 و4 سبتمبر 1939، أثناء الغزو الألماني لبولندا.
بعد أن أطلق قناصة «سيلبستشوتز» الألمان النار على القوات البولندية المنسحبة، كان هناك رد فعل بولندي ضد الأقلية الألمانية ثم الإعدام الانتقامي للرهائن البولنديين على أيدي الفيرماخت وسيلبستشوتز، بعد سقوط المدينة. كل هذه الأحداث أسفرت عن مقتل كل من المدنيين الألمان والبولنديين. عثر المعهد البولندي للذكرى الوطنية على 254 من الضحايا اللوثريين وأكد أنهم مدنيون ألمانيون و86 ضحية كاثوليكية يفترض أنهم مدنيون بولنديون بالإضافة إلى 20 جنديًا بولنديًا. تم إطلاق النار على ما يقرب من 600 – 800 رهينة بولندي في عملية إعدام جماعي في أعقاب سقوط المدينة على أنها «انتقام».
بعد استيلاء الألمان على المدينة، قتلوا 1200 – 3000 مدني بولندي انتقامًا، كجزء من عملية تانينبرج. أصبح الحدث ومكان الإعدام يُعرف باسم وادي الموت. ومن بين القتلى رئيس بيدغوز ليون بارسيسوفسكي.
تم إنشاء مصطلح "الأحد الدامي" بدعم من مسؤولي الدعاية النازية. وقالت تعليمات صدرت للصحافة: "... يجب أن تُظهر أخبارًا عن همجية البولنديين ضد الألمان في برومبرج. يجب إدخال التعبير "يوم الأحد الدامي" كمصطلح دائم في القاموس والإبحار فيه عالميا.

## الأعمال الانتقامية الألمانية والفظائع
وأعقب الأحداث عمليات انتقامية ألمانية وعمليات إعدام جماعية للمدنيين البولنديين. في عملية انتقامية ليوم الأحد الدامي، تم إعدام عدد من المدنيين البولنديين من قبل الوحدات العسكرية الألمانية في أينزاتسغروبن وفافن إس إس وفيرماخت. وفقًا للمؤرخ الألماني كريستيان رايتز فون فرينتز، فقد حوكم 876 بولنديًا أمام محكمة ألمانية لمشاركتهم في أحداث الأحد الدامي قبل نهاية عام 1939. وتم الحكم على 87 رجلاً و 13 امرأة دون حق الاستئناف. يلاحظ المؤرخ البولندي تشيساو ماداجيك 120 عملية إعدام فيما يتعلق يوم الأحد الدامي، وإعدام 20 رهينة بعد تعرض جندي ألماني لهجوم من قبل قناص بولندي.
وفقًا للرواية الألمانية، هاجم القناصة البولنديون القوات الألمانية في بيدغوز لعدة أيام (لم تؤكد المصادر والشهود البولنديون ذلك). أمر الحاكم الألماني، الجنرال والتر برامر،  (قائد المنطقة الخلفية للجيش) بإعدام 80 رهينة بولنديًة خلال الأيام القليلة المقبلة. بحلول 8 سبتمبر، قتل ما بين 200 و400 مدني بولندي. وفقًا لريتشارد رودس، 
العديد من البولنديين، ولا سيما المثقفين واليهود، تم استبعادهم للترحيل أو القتل المباشر. أكثر من 20000 مواطن بولندي من بيدغوز (14٪ من السكان) إما أُطلق عليهم الرصاص أو ماتوا في معسكرات الاعتقال أثناء الاحتلال.

## روابط خارجية
- (بالألمانية)

```
فيلم وثائقي عن Bromberg / Bydgoszcz من تعاون بولندي / ألماني
```

- (بالبولندية) ويتولد كوليزا، «لا أريد أن أتبادل مع أسطورة برومبرج (بيدغوز) الأحد الدامي» ، نشرة معهد التذكر الوطني، العدد: 121 / 2003/2004
- (بالبولندية) Wydarzenia 3 i 4 września 1939 r. ث بيدغوز   - „Blutsonntag" ، استنساخ للنص من Historia Bydgoszczy ، Tom II ، część druga 1939-1945، Marian Biskup (ed.)، بيد جوسزكس 2004
- (بالبولندية) Katarzyna Staszak ، Bogusław Kunach ، Krwawa niedziela poprawia Niemcom samopoczucie. Romowa z Guenterem Schubertem
- (بالبولندية) مجموعة مختارة من المقالات البولندية (الصحافة الإقليمية) عن الأحد الدامي: Express Bydgoski، Ofiaromwojny.republika.pl ، Gazeta Pomorska 22، Ofiaromwojny.republika.pl